# Publius Cornelius Scipio Nasica Corculum
Pour les articles homonymes, voir Cornelius Scipio.
Publius Cornelius Scipio Nasica Corculum, né en 205 av. J.-C. à Rome et possiblement mort en 141 av. J.-C., est un homme politique de la Rome antique.
Fils de Publius Cornelius Scipio Nasica (consul en 191 av. J.-C.) et neveu de Scipion l'Africain. Sa mère est inconnue, mais serait selon certaines sources Caecilia Metella, fille de Quintus Caecilius Metellus (consul en 206 av. J.-C.).
Il se marie avec Cornelia Africana Major, fille aînée de son grand-cousin, Scipion l'Africain, et grande sœur de Cornelia Africana Minor, mère des Gracques. Il est le père de Publius Cornelius Scipio Nasica Serapio et on ne lui connaît aucun autre enfant.

## Biographie
Si on ne possède que peu d’éléments à propos de sa jeunesse, on suppose qu’il s’est marié aux alentours de 183-182 av. J.-C. avec Cornelia Africana Major, à l’âge de 22 ans.
En 168 av. J.-C., il combat sous les ordres du consul de Lucius Aemilius Paullus Macedonicus en Macédoine. Il commande une des ailes, comme le raconte Tite-Live, à la bataille de Pydna.
En 162 av. J.-C., il devient consul et termine la pacification entreprise par le consul Marcus Juventius Thalna. Mais lui et son collègue au consulat doivent démissionner à cause d'auspices défavorables (certaines sources suggèrent que le consul Tiberius Sempronius Gracchus, qui était le beau-frère de Corculum, avait délibérément truqué les auspices pour avoir le temps d'accomplir sa campagne militaire et pour obtenir un triomphe - ce qui s'est en effet produit).
En 159 av. J.-C., il est censeur avec Marcus Popilius Laenas. Pendant sa censure il décrète qu'aucune statue de fonctionnaire public ne peut être érigée sur le forum sans l'approbation publique du Sénat ou du peuple.
Entre 159-149 av. J.-C. il s'oppose à Marcus Porcius Cato qui mène campagne pour que Rome détruise Carthage, parce qu'il craint que la destruction du rival principal de Rome mène au déclin des valeurs républicaines. Cependant, en tant que princeps senatus, il perd de l'influence politique alors que Carthage fait la guerre contre Massinissa de Numidie. Cette guerre va à l’encontre des dispositions du traité de cinquante années signé avec Rome, bien que les juristes grecs le jugeaient expiré. 
En 155 av. J.-C., il est consul et défait les Dalmates. On lui accorde un triomphe.
En 150 av. J.-C., il devient grand pontife après un interrègne de deux ans faisant suite à la mort du pontife précédent : Marcus Aemilius Lepidus. Il occupe cette fonction jusqu'à sa mort supposée en 141 av. J.-C., date à laquelle il est remplacé par son fils.
En 147 av. J.-C., il devient princeps senatus.